# Kastelánie
Kastelánie byl v časech Přemyslovců hradský obvod, který patřil ke každému hradu. Těchto hradů byla celá síť, která celkově vytvářela hradskou soustavu. Hradská soustava byla hlavní oporou přemyslovských knížat. Část z hradů v tomto systému byla postavena již v 10. století. Proces vývoje byl završen za vlády knížete Břetislava. Obvod kolem kastelánie měl rozlohu v poloměru přibližně 15 kilometrů. V málo obydlených oblastech byl hranicí mezi dvěma kastelániemi střed lesů, jenž odlišné obvody rozděloval. V čele každé kastelánie byl kastelán, hradský správce (comes, prefectes, castellanus).

Okolí těchto hradů obývalo zvláštní služebnictvo, které mělo povinnost hrad zásobovat nebo v něm sloužit. Jako výnos za služby měli tito lidé od knížete darovánu půdu, na níž mohli hospodařit. Tento systém se nazývá služebnou organizací. Daně a jiná břemena prostého lidu se taktéž vázala ke správním hradům. V podhradí se nacházely osady, kde ve dvorcích žili velmožové a provinční úředníci.
Zrušení systému kastelánie se datuje do poloviny 13. století, kdy se střediskem vlády stala knížecí města a hrady. 